# コルモゴロフスケール
コルモゴロフスケール (英: Kolmogorov scale)は、大小様々なスケールが存在する乱流の中で、最も小さなスケールである。コルモゴロフスケールでは、粘性の影響が支配的になるため、乱流の運動エネルギーは熱エネルギーに変換される。

## 定義
コルモゴロフスケールにおける長さ、時間、速度はそれぞれコルモゴロフ長{\displaystyle \eta }、コルモゴロフ時間{\displaystyle \tau }{\displaystyle \eta }、コルモゴロフ速度{\displaystyle \upsilon }{\displaystyle \eta }と呼ばれる。これらは、単位質量当たりのエネルギー散逸率{\displaystyle \epsilon }と動粘性係数{\displaystyle \nu }を用いて以下のように定義される。
{\displaystyle \eta =\left({\frac {\nu ^{3}}{\epsilon }}\right)^{\frac {1}{4}}}
{\displaystyle \tau _{\eta }=\left({\frac {\nu }{\epsilon }}\right)^{\frac {1}{2}}}
{\displaystyle \upsilon _{\eta }=\left(\nu \epsilon \right)^{\frac {1}{4}}}
これらの定義は、1941年にアンドレイ・コルモゴロフによって提唱された理論から導かれる。コルモゴロフの理論では、乱流の最小スケールの物理量は{\displaystyle \epsilon }[m2 s-3]と{\displaystyle \nu }[m2 s-1]のみで表されると仮定している。たとえば、コルモゴロフ長{\displaystyle \eta }は、次元解析から次のように導出される。まず、長さの次元をL、時間の次元をTと表すことにする。このとき、エネルギー散逸率{\displaystyle \epsilon }の次元はL2 T-3、動粘性係数{\displaystyle \nu }の次元はL2 T-1、コルモゴロフ長{\displaystyle \eta }の次元はLである。次元がLになるようなとの組み合わせは一つしかなく、上記に示した定義式が得られる。
コルモゴロフ時間{\displaystyle \tau }{\displaystyle \eta }、コルモゴロフ速度{\displaystyle \upsilon }{\displaystyle \eta }の導出も同様である。

## レイノルズ数との関係
コルモゴロフスケールの物理量を用いると、レイノルズ数Reは
{\displaystyle Re={\frac {\upsilon _{\eta }\eta }{\nu }}}
と表される。
ここで{\displaystyle \upsilon _{\eta }\eta =\nu }であるので
{\displaystyle Re={\frac {\upsilon _{\eta }\eta }{\nu }}={\frac {\nu }{\nu }}=1}
となることがわかる。レイノルズ数は流体の慣性力と粘性力の比を表しているため、上式は冒頭で述べたように、コルモゴロフスケールでは粘性の影響が十分に支配的であることを意味する。

## 渦管との関係
乱流中には強い旋回を伴う流れ構造が観察されており、このような乱流構造は渦管と呼ばれている。1968年にSaffmanは、渦管の直径はコルモゴロフ長からテイラー長の範囲に収まることが多いことを予測しており、その後1993年にJime'nezらは、渦管の半径がコルモゴロフ長の4倍程度であることを直接数値計算によって示している。